# Шипай (станция метро)
«Шипай» (англ. Shipai; кит. 石牌) — станция линии Даньшуй Тайбэйского метрополитена. Станция открыта 28 марта 1997 года в составе первого участка линии Даньшуй. Располагается между станциями «Цилиань» и «Миндэ». Находится на территории района Бэйтоу в Тайбэе.

## Техническая характеристика
Станция «Шипай» — эстакадная с островной платформой. На станции есть один выход, оснащенный эскалаторами и лифтом для пожилых людей и инвалидов. 17 ноября 2015 года на станции были установлены автоматические платформенные ворота.